# OK boomer
"OK boomer" è un modo di dire e un meme ageista usato da adolescenti e giovani adulti per respingere o deridere gli atteggiamenti tipicamente associati alle persone nate nei due decenni successivi alla seconda guerra mondiale, noti come boomer o baby boomer. La frase ha attirato per la prima volta l'attenzione a causa di un video TikTok del novembre 2019 in risposta a un uomo più anziano, sebbene la frase fosse stata coniata anni prima. La frase è stata utilizzata anche commercialmente per vendere merce e sono state presentate molte domande di registrazione del marchio per questa frase.

## Origine
"OK boomer" è stato reso popolare come reazione a un video su TikTok di un uomo anziano non identificato, in cui dichiarava che "i millennial e la generazione Z hanno la sindrome di Peter Pan [...] non vogliono mai crescere e pensano che gli ideali utopici che hanno nella loro giovinezza si tradurranno in qualche modo in età adulta". Il video ha ispirato la frase "OK boomer" come un abbandono degli ideali delle generazioni passate. La prima istanza registrata della frase "OK boomer" è apparsa in un commento su Reddit il 29 gennaio 2009, un decennio prima che diventasse popolare. L'uso più recente del termine può essere fatto risalire al 2015 su 4chan, ma è iniziato a diventare popolare a gennaio 2019. Il termine ha guadagnato popolarità nei media all'inizio di novembre 2019 quando sono stati pubblicati articoli relativi a questo modo di dire.

## Utilizzo
La frase è stata usata come replica per la resistenza percepita al cambiamento tecnologico, negazione del cambiamento climatico, emarginazione dei membri di gruppi minoritari o opposizione agli ideali delle giovani generazioni. Diverse pubblicazioni dei media hanno notato l'utilizzo del meme su piattaforme di social media oltre a TikTok, e il New York Times ha scritto che "gli adolescenti lo usano per rispondere a video di YouTube imbarazzanti, tweet di Donald Trump e praticamente qualsiasi persona over 30 che dice qualcosa di paternalista sui giovani e le questioni che contano per loro". A dicembre 2019, i video taggati con #OkBoomer su TikTok sono stati visualizzati quasi 2 miliardi di volte.
All'inizio di novembre 2019, durante un discorso a sostegno di una proposta di legge sul cambiamento climatico, la parlamentare neozelandese Chlöe Swarbrick ha prontamente risposto con "OK boomer" dopo che il deputato della Gen X Todd Muller si è intromesso incredulo alla sua affermazione che l'età media dei parlamentari era di 49 anni. Ha scritto in un articolo su The Guardian che il suo commento "simboleggiava l'esaurimento di più generazioni". La Swarbrick è stata criticata sui social media per questo atteggiamento, anche dal parlamentare Christopher Bishop; ha comunque anche ricevuto molto sostegno.

## Commercializzazione
Una felpa con cappuccio disegnata da uno studente d'arte statunitense recante la frase, seguita da "have a terrible day", pare abbia generato più di $ 25.000 di vendite entro il 1º novembre 2019. Molteplici domande di registrazione del marchio sono state depositate per la frase, inclusa una di Fox Media con l'intento di lanciare una serie televisiva, un reality, commedie e programmi di gioco".